# 伊麗莎白 (音樂劇)
《伊麗莎白》是一部德語音樂劇，由迈克尔·昆泽（Michael Kunze）編劇及作詞，由西尔维斯特·莱维（Sylvester Levay）作曲。劇本取材自布里吉特·哈曼（Brigitte Hamann）所撰寫的傳記《伊麗莎白，不情願的皇后》（Elisabeth, Kaiserin Wider Willen），故事圍繞在奧匈帝國皇后伊丽莎白不幸的一生。本劇於1992年在維也納河畔劇院進行首演。

## 內容介紹
本劇描述奧匈帝國皇后──伊丽莎白的一生，從幼年時天真浪漫的巴伐利亞公主，到嫁給奧地利皇帝弗朗茨·约瑟夫一世後成為皇后，直到1898年遭遇刺殺為止。
嫁到皇室的伊丽莎白無法適應宮廷中的繁文縟節，她渴求自由，這使得她與婆婆苏菲間關係緊張。刺殺伊丽莎白的魯契尼是義大利無政府主義者，這部劇以魯契尼的視角帶出茜茜充滿傳奇與悲劇的一生。藉由將死亡概念具體化的死神一角，象徵死亡始終伴隨茜茜左右，誘惑她投向死亡的懷抱，也暗示哈布斯堡王朝走向滅亡的結局…

### 第一幕
開場，百年前刺殺伊麗莎白（Elisabeth）的義大利無政府主義者魯契尼正在地府中接受審判。魯契尼辯稱自己是遵從伊丽莎白的意願才行刺，因為她與死神（Der Tod）相愛，為了證明自己的說詞，魯契尼喚醒了生活在伊麗莎白時代的亡魂，拉開故事的序幕（序曲）。
幼年時伊丽莎白過著自由自在、無拘無束的生活。父親馬克斯（Max）喜好旅遊和馬戲，不拘小節。一日，為了離開無趣的家庭聚會，伊丽莎白央求父親帶她一同去打獵，但家庭教師提醒她別忘了自己的身分（和你一樣）。聚會中（真高興見到各位），覺得無聊的伊丽莎白爬到樹上但卻不慎失足摔落，就在這個時候，她第一次見到了死神（愛與死的輪舞／黑暗王子），開啟了一生與死神糾纏不清的命運。
另一頭，年輕的奧地利皇帝法蘭茲‧約瑟夫在母親蘇菲皇太后的監督下處理政務。途中一名母親闖入並向皇帝請願，希望能赦免自己的兒子，但蘇菲提醒皇帝要冷酷和強硬，在母親的壓力下，法蘭茲做出不予赦免的決定。當大臣提及奧國在英、俄兩國間的外交難題時，蘇菲決定先行擱置並宣布皇帝要結婚了（吾皇聖明）。
原本蘇菲的屬意對象是伊莉莎白的姊姊海倫，但法蘭茲卻看上了活潑的妹妹伊麗莎白（無心插柳柳成蔭）。法蘭茲很快就跟伊麗莎白求婚，並贈予一條項鍊做為信物（天下無難事）。1854年4月24日，這一場在黃昏時舉行的婚禮，隱約中已顯現出哈布斯王朝衰敗的跡象（一切化作過眼雲煙）。婚禮中，貴族和賓客們談論著這位年輕的皇后，蘇菲認為茜茜不適合當皇后，而茜茜的父親則認為軟弱的法蘭茲無法保護茜茜（她不屬於這裡）。然而死神卻在此時蒞臨婚禮，並誘惑著茜茜選擇死亡（最後一支舞）。
婚禮結束後，茜茜無法習慣保守的維也納宮廷禮儀，婆婆蘇菲要求茜茜成為一位合格的皇后。當茜茜向丈夫求救時，長期受制於母親的法蘭茲卻希望她能服從母親，得不到支持的茜茜，唱出了本劇的名曲「我只屬於我自己」，表達了即使嫁到皇室，也不會受到任何的拘束，她的人生只屬於自己。
最初的四年中，茜茜受制於婆婆，就連剛出生的女兒也被奪走（最初四年）。為了奪回女兒，茜茜以自己的美貌做為政治上的武器，以此換回被奪走的女兒。但不幸的是，大女兒蘇菲卻在匈牙利的旅途中死亡（黑暗蔓延）。
場景轉到維也納街頭的咖啡廳裡，市民討論著皇室的八卦並討論著這個國家將滅亡，人人都等著末日的最後判決（等待末日）。而在皇宮中，婆婆要求帝國的繼承人魯道夫接受嚴格的軍事訓練，並阻止他見母親茜茜（無權扶養）。為了爭取能以自己的方式扶養魯道夫，茜茜將法蘭茲拒於門外並下了最後通牒，要求丈夫在自己與母親間做出選擇（親愛的伊麗莎白，請開門），此時，死神又出現表達自己的愛意，再次誘惑茜茜跟自己離開，但茜茜認為自己還有美貌能作為武器因而拒絕了死神（伊麗莎白，不要絕望）。
市集上，人民抱怨買不到牛奶，魯契尼跳出來說牛奶之所以短缺是因為全被拿去供皇后美容之用，因此點燃了人民的憤怒（牛奶）。
皇后的梳化間外，茜茜正進行奢侈的美容（美容），此時，法蘭茲罕見的駕臨，向仍在梳化的茜茜表示自己決定選擇她，茜茜以一席正裝出現，向丈夫表露自己的心意並再次訴說自己的人生希望由自己掌控（我只想對你說）。

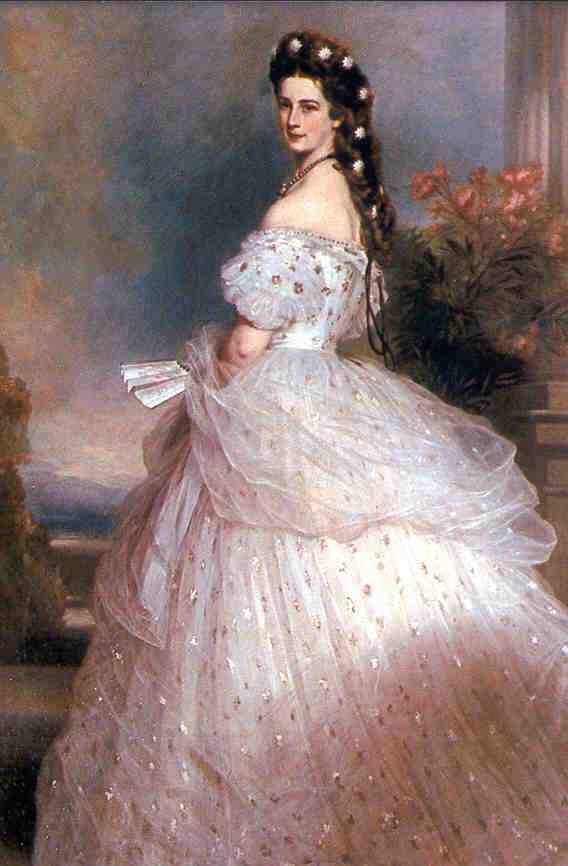
1865年由弗朗兹·克萨韦尔·温德尔哈尔特所繪的伊丽莎白畫像。劇中第一幕最後，茜茜以此裝扮亮相。

### 第二幕
1867年6月8日，在布達佩斯大教堂前，魯契尼扮作小販，販售著庸俗的紀念品，敘述茜茜只是利己主義者，藉爭取兒子的扶養權向婆婆證明自己的強大，但卻為了享受自由，而將兒子丟在一旁，譏諷被茜茜美貌所迷惑的人群（媚俗）。在人群的擁戴下，法蘭茲和茜茜加冕為奧匈帝國的皇帝和皇后，但在人民的歡呼聲中，魯契尼卻預告了舊時代將結束，新時代屬於民族主義（萬歲）。作為奧匈帝國新皇后的茜茜，驕傲地向死神宣告自己的勝利，自己不會再像過去一樣受人擺布（當我想跳舞時）。
年幼的皇太子魯道夫在自己的臥房呼喚著媽媽，但卻只有死神回應他的呼喚，魯道夫要死神陪伴孤單怕黑的自己（媽媽，您在哪裡？）。將兒子棄置一旁的茜茜，造訪維也納附近的精神病院，院中的一名女病患此時卻宣稱自己才是伊麗莎白皇后（她瘋了），在眾人合力將病患拉走時，獨自一人的茜茜卻希望能像那名病患一樣，自己什麼都沒有，若自己瘋了，或許就能得到自由（沒有，沒有，什麼都沒有了）。
在皇宮中的沙龍中，皇太后向大臣表達皇帝對茜茜百依百順的不滿，大臣於是向太后進言（別害羞），可以女人來對抗女人。維也納伍爾夫女士的妓院中有各式各樣的女孩，魯契尼在旁暗示大臣挑選給皇帝的妓女已經得了花柳病。
茜茜在練體操時暈倒，扮演醫生的死神告訴茜茜她的病是梅毒。茜茜原本打算與丈夫斷絕關係並自我了斷，死神在此時鼓動茜茜投向死亡的懷抱，但後來仍決定不受死神的誘惑，並打算藉此掙脫枷鎖（疾病－最後的機會）。法蘭茲指責母親出的主意毀了自己的婚姻，但蘇菲認為茜茜和對妻子言聽計從的兒子會毀了皇室，不過皇帝最後仍選擇自己的妻子，蘇菲嘆息兒子忘了自身的責任，自己的用心良苦化為烏有（蘇菲的嘆息）。此時，皇后仍在外遊歷，只有少數時間才會回到維也納（奔波歲月），茜茜也發現將失去最大的武器──美貌。
受到死神操控的魯道夫陷於痛苦之中，死神煽惑魯道夫叛變，只有魯道夫皇帝才能阻止黑暗的來臨（黑暗蔓延 -（再現））。皇帝對魯道夫涉足政治並反對自己感到不滿（父子間的爭執）而維也納的街頭出現了反猶主義者，他們主張應將猶太人趕出帝國，並指責皇后嘲弄德意志主義（仇恨）。待在別墅躲避紛擾的茜茜試圖招喚死者，此時父親卻回應了茜茜的召喚，象徵在遠方的父親馬克斯即將死亡。她向父親表示自己再也無法像父親一樣（像你一樣 -（再現））
陷入孤獨和絕望的魯道夫向母親尋求協助，魯道夫希望母親能為自己求情，但茜茜卻表示已向丈夫斷絕關係，拒絕向皇帝低頭（如果我是你的鏡子）。陷於死路的魯道夫來到梅耶林，在死神的誘惑下，與情婦瑪麗一同殉情（梅耶林的華爾滋）。魯道夫的自殺使茜茜為此自責不已，希望死神能讓自己解脫，但卻被拒絕（輓歌）。魯契尼在台上炫耀自己的新收藏，也就是皇帝陷入悲傷的照片（我的新收藏）。
法蘭茲向茜茜低頭，希望能重修舊好，但為時已晚，再也無法回到當初兩人熱戀時。兩人就如同兩條船，有各自的目的，在大海相遇，然後悲哀的錯身而過（夜舟）。
世界如同船一樣即將沉沒，家族內悲劇不斷發生。法蘭茲的弟弟，墨西哥皇帝马西米连诺一世被革命家暗殺。茜茜的妹妹，那不勒斯王国王后瑪麗亞(Maria Sophie von Wittelsbach)則是發瘋了，表姪巴伐利亞王國路德维希二世則因精神錯落，溺死在水中。最疼愛的妹妹，阿朗松公爵夫人索菲亞(Sophie Charlotte von Wittelsbach)則是命喪火窟。法蘭茲也終於和死神見面，法蘭茲想將茜茜從死亡中救出，但卻束手無策，死神已經將凶器交給魯契尼了（一切已成過眼雲煙）。
1898年9月10日，在日內瓦湖畔，從報紙得到訊息的魯契尼持錐子刺死茜茜。死亡終於讓茜茜從這世界解脫了（面紗落下）。

## 登場人物
- 伊麗莎白- 暱稱“茜茜”，奧地利皇后。
- 死神 - 死亡的擬人化。
- 弗朗茨·约瑟夫一世 - 奧地利皇帝，伊麗莎白之夫。
- 路易吉·盧切尼 - 義大利無政府主義者。以銼刀殺死伊麗莎白。
- 皇太子魯道夫 - 伊麗莎白之子。奧匈帝國皇太子。
- 蘇菲 - 奧地利皇太后，法蘭茲‧約瑟夫之母。
- 馬克斯 - 茜茜的父親，巴伐利亞的馬科西米利安·約瑟夫公爵。
- 露多維卡公爵夫人 - 茜茜的母親，巴伐利亞國王馬克西米利安一世的第六女。
- 海倫  - 伊麗莎白的姊姊，巴伐利亞女公爵，依照計畫，原本要嫁給表兄法蘭茲·约瑟夫一世。
- 伍爾夫女士 - 維也納一間妓院的老鴇。

## 公演紀錄
本劇首演為1992年9月3日，於奧地利維也納劇院（Theater an der Wien）開演，此次公演於1997年1月結束。但於1997年9月4日又重新上演，於1998年4月25日結束。2002年10月，為紀念本劇10周年，於維也納音樂廳舉行音樂會。維也納重排版於2003年10月1日到2005年12月4日上演，並曾多次在各國家演出。
- 日本：寶塚大劇場，寶塚歌劇團[1][2](日本兵庫縣)
  - 1996年2月16日 - 至今
- 日本：東京寶塚劇場，寶塚歌劇團(日本東京)
  - 1996年6月3日 - 至今
- 日本：帝國劇場，東寶(日本東京)[3]
  - 2000年6月6日-？；2001年-2002年，2004年，2005年2月，2008年8月3日-2009年2月2日；2015年6月13日 - 2015年8月26日
- 匈牙利：塞格德露天劇場，匈牙利塞格德
  - 1996年8月17日 - 1996年10月
- 匈牙利： The Operetta Theatre，匈牙利布达佩斯
  - 1996年10月5日 - 2005年1月，2007年7月 - ？
- 匈牙利：匈牙利國家劇院，匈牙利米什科尔茨
  - 1999年秋天 - 2001年4月
- 瑞典：Musiktheatern i Värmland，瑞典卡尔斯塔德
  - 1999年9月30日 - 2000年1月9日
- 荷蘭：強音馬戲團劇院，荷蘭海牙
  - 1999年11月21日 - 2001年7月22日
- 德國：The Colosseum Theater，德國埃森
  - 2001年3月22日 - 2003年6月29日
- 德國：阿波羅劇院，德國斯图加特
  - 2005年3月6日 - 2006年9月17日

- 德國：柏林西方劇院，德國柏林
  - 2008年4月20日 - 2008年9月27日
  - 2008年10月 - 2010年4月為巡迴演出(地點包括德國、瑞士、比利時、奧地利)

- 義大利：米拉馬雷城堡，義大利的里雅斯特  *露天音樂會版本
  - 2004年7月21 - 27日，2005年7月31日 - 8月6日
- 芬蘭：圖爾庫市政劇場，芬蘭圖爾庫
  - 2006年7月19日 - 2006年8月30日
- 瑞士：圖爾湖露天劇場，瑞士图恩
  - 2006年7月19日 - 2006年8月30日

- 日本：梅田藝術劇場，日本大阪  *維也納原版
  - 2007年3月28日 - 2007年4月30日

- 南韓：三星電子廳(Samsung Electronics Hall )，南韓首爾
  - 2012年2月9日 - 2012年5月13日

- 奧地利：萊蒙德劇院，奧地利維也納  *20周年重排版
  - 2012年9月5日 - 2014年2月1日
- 日本：梅田藝術劇場，日本大阪  *20周年重排版
  - 2012年10月15日 - 2012年10月22日
- 南韓：首爾藝術中心歌劇院，南韓首爾
  - 2013年7月26日 - 2013年9月7日
  - 2013年9月14日 - 2013年10月20日(巡演，包括釜山、大邱、光州、以及昌原市)
- 中國：上海文化廣場，中國上海
  - 2015年6月13日 - 2015年9月6日
- 南韓：三星電子廳(Samsung Electronics Hall )，南韓首爾
  - 2015年6月13日 - 2015年9月6日
- 南韓：Blue Square I-Market Hall，南韓首爾
  - 2018年11月17日 - 2019年2月10日
  - 2019年3月15日 - 2019年4月14日(巡演，包括大邱、全州市、水原市、以及城南市)

### 初演・再演
- 初演（1992年—1998年）首日卡司
  - 伊麗莎白皇后：琵雅·道韦斯
  - 死神：Uwe Kröger
  - 卢切尼：Ethan Freeman
  - 弗朗茨·约瑟夫：Viktor Gernot
  - 魯道夫：Andreas Bieber

- 再演（2003年-2005年）首日卡司
  - 伊麗莎白皇后：Maya Hakvoort
  - 死神：Mate Kamaras
  - 卢切尼：Serkan Kaya
  - 法蘭茲·約瑟夫：Andre Bauer
  - 魯道夫：Jesper Tyden

- 第二次再演（2012年-2014年）首日卡司
  - 伊麗莎白皇后：Annemieke van Dam
  - 死神：Mark Seibert
  - 卢切尼：Kurosch Abbasi
  - 法蘭茲·約瑟夫：Franziskus Hartenstein
  - 魯道夫：Anton Zetterholm

| 公演地・年 | 伊麗莎白皇后      | 死神         | 卢切尼         | 法蘭茲·約瑟夫          | 蘇菲                            | 魯道夫                        | 馬克斯                 | 露德維卡          |
| ---------- | ----------------- | ------------ | -------------- | ---------------------- | ------------------------------- | ----------------------------- | ---------------------- | ----------------- |
| 1992       | Pia Douwes        | Uwe Kröger   | Ethan Freeman  | Viktor Gernot          | Else Ludwig                     | Andreas Bieber                | Wolfgang Pampel        | Christa Wettstein |
| 2003       | Maya Hakvoort     | Máté Kamarás | Serkan Kaya    | André Bauer            | Else Ludwig                     | Jesper Tydén                  | Dennis Kozeluh         | Susanna Panzner   |
| 2012       | Annemieke van Dam | Mark Seibert | Kurosch Abbasi | Franziskus Hartenstein | Daniela Ziegler Dagmar Hellberg | Anton Zetterholm Lukas Perman | Christian Peter Hauser | Carin Filipčić    |

| 公演地・年     | 伊麗莎白皇后      | 死神                             | 卢切尼         | 法蘭茲·約瑟夫       | 蘇菲                                    | 魯道夫          | 馬克斯                              | 露德維卡             |
| -------------- | ----------------- | -------------------------------- | -------------- | ------------------- | --------------------------------------- | --------------- | ----------------------------------- | -------------------- |
| 埃森(2001)     | Pia Douwes        | Uwe Kröger                       | Carsten Lepper | Michael Shawn Lewis | Gabriele Ramm                           | Jesper Tydén    | Claus Dam                           | Annika Bruhns        |
| 斯圖加特(2005) | Maike Boerdam     | Olegg Vynnyk                     | Carsten Lepper | Ivar Helgasson      | Susan Rigvava-Dumas                     | Martin Pasching | Michael Flöth                       | Kaatje Dierks        |
| 柏林(2008)     | Pia Douwes        | Uwe Kröger                       | Bruno Grassini | Markus Pol          | Christa Wettstein                       | Oliver Arno     | Norbert Lamla                       | Maike Katrin Schmidt |
| 巡演(2009)     | Annemieke van Dam | Oliver Arno                      | Bruno Grassini | Markus Pol          | Christa Wettstein                       | Thomas Hohler   | Thomas Bayer                        | Susanna Panzner      |
| 巡演(2011)     | Annemieke van Dam | Mark Seibert Máté Kamarás (2015) | Kurosch Abbasi | Mathias Edenborn    | Betty Vermeulen                         | Oliver Arno     | Dennis Kozeluh Thomas Weissengruber | Elissa Huber         |
| 巡演(2015)     | Roberta Valentini | Mark Seibert Máté Kamarás (2015) | Kurosch Abbasi | Maximilian Mann     | Angelika Wedekind Maike Kartrin Schmidt | Thomas Hohler   | Dennis Kozeluh Thomas Weissengruber | Caroline Sommer      |

### 寶塚歌劇團版
寶塚歌劇團改編上演伊麗莎白的契機是，1992年導演小池修一郎為了尋找音樂劇題材前往倫敦，當地的店主向他推薦了當時上映的伊麗莎白。後來，住在伊斯坦堡的中國人大學教授，也給他了伊麗莎白的劇目參考。
1996年，由日本寶塚歌劇團取得版權。為了能合於寶塚的風格，寶塚的導演小池修一郎對該劇原作做調整，例如以死神為主角。由當時雪組主演男役一路真輝及主演娘役花總まり演出。不過改編時遭到很多批評，比如與原劇的差異、為何一路真輝的Top退團要以「死」為主題。但開演後評價與票房逐步回升。
寶塚版另外加上副標題「愛與死的輪舞」。
雖然有與原作劇情不符的質疑聲浪，但本劇仍在日本造成轟動，並在日後分別由不同組演出，成為現今寶塚歌劇團的人氣作品之一。
第一版改編時，選定由轟悠演出魯契尼。當時她正在海外度假，得知要演出新的劇，並從傳真機取得非常繁多的劇譜時，嚇了一跳。
2016年10月16日，宙組東京寶塚劇場上午11時公演為該劇第1000場演出，當年亦是該劇在日演出20周年。
潤色・導演
小池修一郎、中村一徳（只負責2002年花組公演導演部分）、小柳奈穂子（只負責2016年宙組公演導演部分）
公演場所
寶塚大劇場、東京寶塚劇場（除1998年宙組東京公演之外）、TAKARAZUKA1000days劇場（1998年宙組東京公演）
1996年 雪組
- 2月16日 - 3月25日（新人公演：3月5日）　寶塚大劇場
  - 上演場數：55場
  - 觀眾人數：146,000人
- 6月13日 - 6月30日（新人公演：6月11日）　東京寶塚劇場
  - 上演場數：47
  - 觀眾人數：124,000人
- 形式上名為「VISAジャパンミュージカル」，共2幕。
- 東京公演時，華宮あいり因病休演。

1996年・1997年 星組
- 11月8日 - 12月16日（新人公演：11月26日）　寶塚大劇場
  - 上演場數：55場
  - 觀眾人數：135,000人
- 3月4日 - 3月31日（新人公演：3月11日）　東京寶塚劇場
  - 上演場數：47場
  - 觀眾人數：125,000人

- 形式上名為「VISAジャパンミュージカル」，共2幕。

1998・1999年 宙組
- 1998年10月30日 - 12月20日（新人公演：11月17日）　寶塚大劇場
  - 上演場數：69場
  - 觀眾人數：183,000人

- 1999年2月12日 - 3月29日（新人公演：2月23日）　TAKARAZUKA1000days劇場
  - 上演場數：65場
  - 觀眾人數：132,000人

- 形式上名為「VISAジャパンミュージカル」，共2幕。

2002・2003年 花組
- 2002年10月4日 - 11月18日（新人公演：10月22日）　寶塚大劇場

上演場數：64場
觀眾人數：170,000人
- 2003年1月2日 - 2月9日（新人公演：1月21日）　東京寶塚劇場
  - 上演場數：57場
  - 觀眾人數：120,000人

- 形式上名為「三井住友VISAミュージカル」、2幕24場。
- 專科的立ともみ、磯野千尋、樹里咲穂特別演出。

2005年 月組
- 2005年2月4日 - 3月21日（新人公演：2月22日）　寶塚大劇場
  - 上演場數：65場
  - 觀眾人數：162,000人

- 2005年4月8日 - 5月22日（新人公演：4月19日）　東京寶塚劇場
  - 上演場數：64場
  - 觀眾人數：135,000人

- 形式上名為「三井住友VISAミュージカル」、2幕34場。

2007年 雪組
- 2007年5月4日 - 6月18日（新人公演：5月22日）　寶塚大劇場
  - 上演場數：65場
  - 觀眾人數：160,000人

- 2007年7月6日 - 8月12日（新人公演：7月24日）　東京寶塚劇場
  - 上演場數：55場
  - 觀眾人數：116,000人

- 形式上名為「三井住友VISAミュージカル」、2幕。

2009年 月組
- 2009年5月22日 - 6月22日（新人公演：6月9日）　寶塚大劇場
  - 上演場數：46場
  - 觀眾人數：120,000人

- 2009年7月10日 - 8月9日（新人公演：7月23日）　東京寶塚劇場
  - 上演場數：45場
  - 觀眾人數：95,000人

- 形式上名為「三井住友VISAミュージカル」、2幕34場。

2014年 花組
- 8月22日 - 9月22日（新人公演：9月9日）　寶塚大劇場
  - 上演場數：46場
  - 觀眾人數：123,000人

- 10月11日 - 11月16日（新人公演：10月23日）　東京寶塚劇場
  - 上演場數：54場
  - 觀眾人數：114,000人

- 形式上名為「三井住友VISAカードミュージカル」。

2016年 宙組
- 7月22日 - 8月22日（新人公演：8月9日）　寶塚大劇場
- 9月9日 - 10月16日 （新人公演：9月29日）　東京寶塚劇場
- 形式上名為「三井住友VISAカードミュージカル」。

2018年 月組
- 8月24日 - 10月1日（新人公演：9月11日）　寶塚大劇場
- 10月19日 - 11月18日 （新人公演：11月8日）　東京寶塚劇場
- 形式上名為「三井住友VISAカード ミュージカル」。

| 公演年・組    | 死神       | 伊麗莎白皇后        | 法蘭茲·約瑟夫 | 魯契尼     | 魯道夫                                       | 魯道夫 （少年時代） | 蘇菲       | 革命家                              | 妓院老鴇   | 黑天使 (美人魚)                     |
| ------------- | ---------- | ------------------- | ------------- | ---------- | -------------------------------------------- | ------------------- | ---------- | ----------------------------------- | ---------- | ----------------------------------- |
| 1996年雪組[8] | 一路真輝   | 花總まり            | 高嶺ふぶき    | 轟悠       | 香寿たつき（寶塚） 和央ようか（東京）        | 安蘭けい            | 朱未知留   | 和央ようか （寶塚） 高倉京 （東京） | 美穂圭子   | 星奈優里                            |
| 1996年星組    | 麻路さき   | 白城あやか          | 稔幸          | 紫吹淳     | 絵麻緒ゆう                                   | 月影瞳              | 出雲綾     | 湖月わたる                          | 鈴奈沙也   | 眉月凰                              |
| 1998年宙組    | 姿月あさと | 花總まり            | 和央ようか    | 湖月わたる | 朝海ひかる（寶塚） 樹里咲穂（東京） 夢輝のあ | 初嶺まよ            | 出雲綾     | 夢輝のあ                            | 鈴奈沙也   | 夏河ゆら（寶塚） 華宮あいり（東京） |
| 2002年花組    | 春野寿美礼 | 大鳥れい 遠野あすか | 樹里咲穂      | 瀨奈じゅん | 彩吹真央                                     | 望月理世            | 夏美よう   | 蘭寿とむ                            | 幸美杏奈   | 舞城のどか                          |
| 2005年月組    | 彩輝直     | 瀬奈じゅん          | 初風緑        | 霧矢大夢   | 大空祐飛                                     | 彩那音              | 美々杏里   | 月船さらら                          | 嘉月繪理   | 城咲あい                            |
| 2007年雪組    | 水夏希     | 白羽ゆり            | 彩吹真央      | 音月桂     | 凰稀かなめ                                   | 冴輝ちはや          | 未来優希   | 彩那音                              | 晴華みどり | 愛原実花                            |
| 2009年月組    | 瀬奈じゅん | 凪七瑠海            | 霧矢大夢      | 龍真咲     | 遼河はるひ 青樹泉 明日海りお                 | 羽桜しずく          | 城咲あい   | 遼河はるひ 青樹泉                   | 沢希理寿   | 蘭乃はな                            |
| 2014年花組    | 明日海りお | 蘭乃はな            | 北翔海莉      | 望海風斗   | 芹香斗亜 柚香光                              | 矢吹世奈            | 桜一花     | 瀬戸かずや                          | 大河凜     | 水美舞斗                            |
| 2016年宙組    | 朝夏まなと | 実咲凜音            | 真風涼帆      | 愛月ひかる | 澄輝さやと 蒼羽りく 桜木みなと               | 星風まどか          | 純矢ちとせ | 澄輝さやと 蒼羽りく 桜木みなと      | 伶美うらら | 結乃かなり                          |
| 2018年月組    | 珠城りょう | 愛希れいか          | 美弥るりか    | 月城かなと | 暁千星 風間柚乃                              | 蘭世惠翔            | 憧花ゆりの | 蓮つかさ 暁千星                     | 白雪さち花 | 天紫珠李                            |

1. ↑  部分場次代替休息的樹里演出。
2. ↑  部分場次代替休息的大鳥演出。
3. ↑  演出時以宙組組子身分特別演出。
4. 1 2 3 4 5 6 7  三人輪流演出同一角色。(役替)

| 公演年・組 | 死神       | 伊麗莎白皇后                        | 法蘭茲‧約瑟夫 | 魯契尼     | 魯道夫     | 魯道夫 （少年時代） | 蘇菲       | 革命家                      | 妓院老鴇   | 黑天使 (美人魚) |
| ---------- | ---------- | ----------------------------------- | ------------- | ---------- | ---------- | ------------------- | ---------- | --------------------------- | ---------- | --------------- |
| 1996年雪組 | 安蘭けい   | 貴咲美里                            | 汐美真帆      | 楓沙樹     | 貴城けい   | 初嶺まよ            | 未来優希   | 眉月凰(寶塚) 彩吹真央(東京) | 愛耀子     | 有沙美帆        |
| 1996年星組 | 彩輝直     | 月影瞳                              | 高央りお      | 朝宮真由   | 眉月凰     | 朝澄けい            | 羽純るい   | 音羽椋                      | 久路あかり | 妃里梨江        |
| 1998年宙組 | 夢輝のあ   | 南城ひかり（1幕） 久路あかり（2幕） | 朝比奈慶      | 久遠麻耶   | 華宮あいり | 月船さらら          | 梶花空未   | 初嶺まよ                    | 毬穂えりな | 海宝珠起        |
| 2002年花組 | 蘭寿とむ   | 遠野あすか                          | 未涼亜希      | 桐生園加   | 愛音羽麗   | 華城季帆            | 桜一花     | 華形ひかる                  | 七星きら   | 花野じゅりあ    |
| 2005年月組 | 青樹泉     | 夢咲ねね                            | 真野すがた    | 彩那音     | 龍真咲     | 明日海りお          | 城咲あい   | 星条海斗                    | 憧花ゆりの | 紫水梗華        |
| 2007年雪組 | 沙央くらま | 大月さゆ                            | 大凪真生      | 大湖せしる | 蓮城まこと | 詩風翠              | 晴華みどり | 祐輝千寿                    | 純矢ちとせ | 愛輝ゆま        |
| 2009年月組 | 明日海りお | 羽桜しずく                          | 紫門ゆりや    | 宇月颯     | 煌月爽矢   | 千海華蘭            | 玲実くれあ | 鳳月杏                      | 彩星りおん | 麗百愛          |
| 2014年花組 | 柚香光     | 花乃まりあ                          | 和海しょう    | 水美舞斗   | 優波慧     | 桜舞しおん          | 仙名彩世   | 矢吹世奈                    | 真彩希帆   | 更紗那知        |
| 2016年宙組 | 瑠風輝     | 星風まどか                          | 留依蒔世      | 和希そら   | 鷹翔千空   | 湖々さくら          | 瀬戸花まり | 真名瀬みら                  | 華妃まいあ | 優希しおん      |
| 2018年月組 | 暁千星     | 美園さくら                          | 輝生かなで    | 風間柚乃   | 彩音星凪   | 菜々野 あり         | 麗泉里     | 礼華はる                    | 蘭世惠翔   | 結愛かれん      |

### 寶塚歌劇團OG Gala Concert
2006年，為了紀念日本初演10周年，已從寶塚歌劇團退團的生徒(OG)，在東京藝術劇場以及梅田藝術劇場以音樂會的形式演出。
2012年，則是為紀念寶塚歌劇團100周年，而分別於TOKYU THEATRE Orb以及梅田藝術劇場上演。參演者包括在團的轟悠，以及在團期間未曾參與演出的紫苑ゆう。
2016年，為紀念初演20周年，於梅田藝術劇場及Bunkamura Orchard Hall舉行20周年紀念音樂會。
| 公演年・組    | 死神                                                               | 伊麗莎白皇后                                                                | 法蘭茲‧約瑟夫                  | 魯契尼                                                                                            | 魯道夫                                                                       | 魯道夫 （少年時代）               | 蘇菲                           | 妓院老鴇            |
| ------------- | ------------------------------------------------------------------ | --------------------------------------------------------------------------- | ------------------------------ | ------------------------------------------------------------------------------------------------- | ---------------------------------------------------------------------------- | --------------------------------- | ------------------------------ | ------------------- |
| 2006年        | 麻路さき 姿月あさと                                                | 白城あやか 大鳥れい 月影瞳（代演）                                          | 稔幸                           | 樹里咲穂                                                                                          | 絵麻緒ゆう 香寿たつき（東京）                                                | 月影瞳 朝澄けい                   | 美々杏里                       | 久路あかり          |
| 2012年        | 一路真輝 姿月あさと 彩輝なお 春野寿美礼 紫苑ゆう（特別演出）       | 花總まり 大鳥れい 白羽ゆり                                                  | 高嶺ふぶき 初風緑              | 轟悠 湖月わたる                                                                                   | 香寿たつき 朝海ひかる 涼紫央                                                 | 初嶺麿代 望月理世                 | 初風諄 出雲綾 朱未知留（東京） | 嘉月繪理 彩星りおん |
| 2016 - 2017年 | 一路真輝 麻路さき 姿月あさと 春野寿美礼 彩輝なお 水夏希 瀬奈じゅん | 花總まり 白城あやか(東京) 大鳥れい 白羽ゆり 龍真咲（大阪） 凪七瑠海（東京） | 高嶺ふぶき 稔幸 初風緑樹里咲穂 | 轟悠（大阪以影像方式演出） 湖月わたる 樹里咲穂 瀬奈じゅん（東京） 霧矢大夢（大阪） 龍真咲（東京） | 香寿たつき えまおゆう 朝海ひかる 樹里咲穂 彩吹真央 涼紫央 凰稀かなめ（東京） | 安蘭けい 月影瞳 初嶺磨代 望月理世 | 朱未知留 出雲綾 未来優希       |                     |

*括號中地名是指只參於該場演出。

### 東寶版
2000年、2001年由東寶製作，並在日本帝國劇場上演，為了與寶塚歌劇團的版本相區別，而被稱為東寶版（東宝版）。自2000年開始，分別於2001年、2004 - 2006年、2008 - 2010年、2012年、2015 - 2016年上演。除了在帝國劇場外，另分別在中日劇場、梅田藝術劇場、博多座演出。
相較於改編後的寶塚版，東寶版劇本更接近德語原版，且與各國版一樣，以伊丽莎白皇后為主角，但仍有使用寶塚版獨有的曲目，例如愛與死的輪舞（愛と死の輪舞）以及設定(匈牙利的革命家)，可以說東寶版是維也納和寶塚版的兩個版本的混合版本。
東寶版首演中由曾在寶塚版飾演死神的一路真輝飾演伊麗莎白皇后一角，而死神則是由前四季剧团演員山口祐一郎及文字座的內野聖陽輪流演出，魯契尼則由高嶋政宏飾演。而魯道夫一角則是由當時仍在就讀東京藝術大學的井上芳雄飾演。
東寶版首演時增加「夢與現實之間（夢とうつつの狭間に）」一曲，2004年再演時，另外增加「當我想跳舞時（私が踊る時）」、「蘇菲之死（ゾフィーの死）」。
2012年再演時，在匈牙利版及維也納再演版飾演死神的Máté Kamarás以日語參與該次公演。
導演・歌詞翻譯：小池修一郎
| 年                 | 伊麗莎白皇后      | 死神                             | 魯契尼                       | 法蘭茲‧約瑟夫                     | 魯道夫                                 | 蘇菲                          | 馬克斯     | 露多維卡              | 妓院老鴇             | 革命家   |
| ------------------ | ----------------- | -------------------------------- | ---------------------------- | --------------------------------- | -------------------------------------- | ----------------------------- | ---------- | --------------------- | -------------------- | -------- |
| 2000年             | 一路真輝          | 山口祐一郎 内野聖陽              | 高嶋政宏                     | 鈴木綜馬                          | 井上芳雄                               | 初風諄                        | 寺泉憲     | 阿知波悟美            | Sylvia Grab          | 今拓哉   |
| 2001年             | 一路真輝          | 山口祐一郎 内野聖陽              | 高嶋政宏                     | 鈴木綜馬                          | 井上芳雄                               | 初風諄                        | 寺泉憲     | 阿知波悟美            | Sylvia Grab          | 今拓哉   |
| 2004年             | 一路真輝          | 山口祐一郎 内野聖陽              | 高嶋政宏                     | 鈴木綜馬 石川禅                   | 浦井健治 朴東河                        | 初風諄                        | 村井国夫   | 春風ひとみ            | 伊東弘美             | 今拓哉   |
| 2005年             | 一路真輝          | 山口祐一郎 内野聖陽              | 高嶋政宏                     | 鈴木綜馬 石川禅                   | 浦井健治 朴東河 井上芳雄               | 寿ひずる                      | 村井国夫   | 春風ひとみ            | 伊東弘美             | 藤本隆宏 |
| 2006年             | 一路真輝          | 山口祐一郎 武田真治              | 高嶋政宏                     | 鈴木綜馬 石川禅                   | 浦井健治 朴東河                        | 寿ひずる 初風諄               | 村井国夫   | 春風ひとみ            | 伊東弘美             | 藤本隆宏 |
| 2008 - 2009年      | 涼風真世 朝海光   | 山口祐一郎 武田真治              | 高嶋政宏                     | 鈴木綜馬 石川禅                   | 浦井健治 伊礼彼方                      | 寿ひずる 初風諄（帝劇・梅田） | 村井国夫   | 春風ひとみ            | 伊東弘美             | 中山昇   |
| 2010年             | 朝海光 瀨奈純     | 山口祐一郎 石丸幹二 城田優       | 高嶋政宏                     | 石川禅                            | 浦井健治 伊礼彼方 田代万里生           | 寿ひずる 杜けあき             | 村井国夫   | 阿知波悟美 春風ひとみ | 伊東弘美             | 岸祐二   |
| 2012年             | 瀨奈純 春野寿美礼 | 山口祐一郎 石丸幹二 Máté Kamarás | 高嶋政宏                     | 石川禅 岡田浩暉                   | 大野拓朗 平方元基 古川雄大             | 寿ひずる 杜けあき             | 今井清隆   | 春風ひとみ            | 伊東弘美             | 岸祐二   |
| 2015年             | 花總まり 蘭乃はな | 城田優 井上芳雄                  | 山崎育三郎 尾上松也          | 田代万里生 佐藤隆紀（Le_Velvets） | 古川雄大 京本大我（傑尼斯Jr.）         | 剣幸 香寿たつき               | 大谷美智浩 | 未来優希（分飾兩角）  | 未来優希（分飾兩角） | 角川裕明 |
| 2016年             | 花總まり 蘭乃はな | 城田優 井上芳雄                  | 山崎育三郎 成河              | 田代万里生 佐藤隆紀（Le_Velvets） | 古川雄大 京本大我（傑尼斯Jr.）         | 涼風真世 香寿たつき           | 大谷美智浩 | 未来優希（分飾兩角）  | 未来優希（分飾兩角） | 角川裕明 |
| 2019年             | 花總まり 愛希禮夏 | 井上芳雄 古川雄大                | 山崎育三郎 成河              | 田代萬里生 平方元基               | 京本大我（SixTONES） 三浦涼介 木村達成 | 剣幸 涼風真世 香寿たつき      | 原慎一郎   | 未来優希（分飾兩角）  | 未来優希（分飾兩角） | 植原卓也 |
| 2020年（公演中止） | 花總まり 愛希禮夏 | 井上芳雄 古川雄大 山崎育三郎     | 尾上松也 上山竜治 黒羽麻璃央 | 田代万里生 佐藤隆紀（Le_Velvets） | 三浦涼介                               | 剣幸 涼風真世 香寿たつき      | 原慎一郎   | 未来優希（分飾兩角）  | 未来優希（分飾兩角） | 植原卓也 |
| 2022年             | 花總まり 愛希禮夏 | 井上芳雄 古川雄大 山崎育三郎     | 上山竜治 黒羽麻璃央          | 田代万里生 佐藤隆紀（Le_Velvets） | 甲斐翔真 立石俊樹                      | 剣幸 涼風真世 香寿たつき      | 原慎一郎   | 未来優希（分飾兩角）  | 未来優希（分飾兩角） | 佐佐木崇 |

| 公演年         | 公演場所                                                      | 公演場次 |
| -------------- | ------------------------------------------------------------- | -------- |
| 2000年         | 帝國劇場                                                      | 117      |
| 2001年         | 帝國劇場 (43)、中日劇場 (38)、梅田コマ劇場 (41)、博多座 (40)  | 162      |
| 2004年         | 帝國劇場 (115)、中日劇場 (42)、博多座 (38)、梅田コマ劇場 (55) | 250      |
| 2005年         | 帝國劇場                                                      | 40       |
| 2006年         | 日生劇場                                                      | 37       |
| 2008年 -2009年 | 中日劇場 (38)、博多座 (38)、帝國劇場 (76)、梅田藝術劇場 (38)  | 190      |
| 2010年         | 帝國劇場                                                      | 107      |
| 2012年         | 帝國劇場 (64)、博多座 (31)、中日劇場 (31)、梅田藝術劇場 (38)  | 164      |
| 2015年         | 帝國劇場                                                      | 98       |
| 2016年         | 帝國劇場 (38)、博多座 (39)、梅田藝術劇場 (26)、中日劇場 (22)  | 125      |
| 2019年         | 帝國劇場 (108)                                                | 108      |
| 2022年         | 帝國劇場 (55)、御園座 (17)、梅田藝術劇場 (6)、博多座 (27)     | 105      |

## 曲目
第一幕(維也納版)
- 序曲（Prolog）
- 和你一樣（Wie Du）
- 真高興見到各位（Schön, Euch alle zu sehn）
- 愛與死的輪舞（愛と死の輪舞 ，維也納版於2012年追加）
- 黑暗王子（Schwarzer Prinz，荷版初演時修改，第二次再演時變更為Rondo - Schwarzer Prinz）
- 吾皇聖明（Jedem gibt er das Seine）
- 無心插柳柳成蔭（So wie man plant und denkt...）
- 天下無難事（Nichts ist schwer）
- 一切化作過眼雲煙（Alle Fragen sind gestellt）
- 她不屬於這裡（Sie passt nicht）
- 最後之舞（Der letzte Tanz）
- 皇后應肅穆端莊（Eine Kaiserin muss glänzen）
- 我只屬於我自己（Ich gehör nur mir）
- 最初四年（Stationen einer Ehe）
- 黑暗蔓延（Die Schatten werden länger）
- 等待末日（Die fröhliche Apokalypse）
- 無權扶養（Kind oder nicht，荷版首演時增加）
- 親愛的伊麗莎白，請開門（Elisabeth, mach auf mein Engel ）
- 牛奶（Milch!）
- 美容（Uns're Kaiserin soll sich wiegen）
- 我只想對你說（Ich will Dir nur sagen - Ich gehör nur mir<Reprise>）

第二幕(維也納版)
- 媚俗（Kitsch）
- 萬歲（Eljen）
- 當我想跳舞時（Wenn ich tanzen will，德版首演時增加）
- 媽媽，您在哪裡？（Mama, wo bist Du）
- 她瘋了（Sie ist verrückt）
- 沒有，沒有，什麼都沒有了（Nichts, nichts, gar nichts，首演1993年時修改）
- 要我們還是她（Wir oder sie）
- 別害羞（Nur kein Genieren）
- 疾病－最後的機會（Maladie - Die letzte Chance）
- Bellaria（荷版首演時增加）
- 奔波歲月（Rastlose Jahre）
- 狩獵（Jagd，只有初演版）
- 黑暗蔓延（Die Schatten werden länger<Reprise>）
- 父子間的爭執（Streit zwischen Vater und Sohn ，荷版首演時增加）
- 憎恨（Hass!）
- 像你一樣（Wie Du<reprise>）
- 如果我是你的鏡子（Wenn ich dein Spiegel wär）
- 梅耶林的華爾滋（Mayerling-Walzer）
- 輓歌（Totenklage）
- 我的新收藏（Mein neues Sortiment - Kitsch<reprise>）
- 夜舟（Boote in der Nacht）
- 一切已成過眼雲煙（Alle Fragen sind gestellt）
- 面紗落下（Der Schleier fällt）

第一幕　寶塚版/東寶版
- 吾等已逝的魂魄（我ら息絶えし者ども）
- 像爸爸一樣（パパみたいに）
- 真高興見到各位（ようこそみなさま）
- 愛與死的圓舞曲（愛と死の輪舞 ）（寶塚版首演時新增）
- 皇帝的義務（皇帝の義務）
- 無心插柳柳成蔭（計画通り）
- 那怕是暴風雨 / 在你身邊（嵐も怖くない / あなたが側にいれば）
- 不幸的開始（不幸の始まり）
- 失敗的婚姻（結婚の失敗）
- 最後一支舞（最後のダンス）
- 皇后的義務（皇后の務め）
- 我只屬於我自己（私だけに）
- 婚姻的第一年（結婚1年目）
- 黑暗擴散（闇が広がる）
- 兒子的教養（子供の養育は） （東寶版2004年公演時新增）
- 伊莉莎白，請妳不要哭泣（エリザベート泣かないで）
- 牛奶（ミルク）
- 皇后的義務〈reprise〉（皇后の務め）
- 我只屬於我自己〈reprise〉（私だけに）

## 腳註
1. ↑  . 宝塚歌劇団.   [2017-04-04]. （原始内容存档于2019-05-13）.
2. 1 2 3  . 宝塚歌劇団.   [2017-04-04]. （原始内容存档于2020-11-25）.
3. ↑   (PDF). 東寶.   [2017-04-04]. （原始内容 (PDF)存档于2020-11-30）.
4. ↑  . スポーツ報知. 2016-10-16  [2017-04-04]. （原始内容存档于2016-10-18）.
5. ↑  . ナタリー. 2016年4月15日  [2017-04-04]. （原始内容存档于2021-02-16）.
6. ↑  . 宝塚歌劇団.   [2017-04-04]. （原始内容存档于2020-11-25）.
7. ↑   (PDF).   [2017年4月25日]. （原始内容 (PDF)存档于2019年9月16日）.
8. ↑  森照実、春馬誉貴子、相井美由紀、山本久美子. . 日本: 宝塚歌劇団. 2004年4月: 52–55. ISBN 4484046016.
9. ↑  . ナタリー. 2016年8月22日  [2017-04-04]. （原始内容存档于2019-09-18）.
10. ↑  . 朝日新聞. 2012年2月14日  [2017-04-04]. （原始内容存档于2020-12-01）.
11. ↑  . おたくま経済新聞. 2014-12-15  [2017-04-04]. （原始内容存档于2019-09-29）.
12. ↑  .   [2017-04-04]. （原始内容存档于2020-12-02）.
13. ↑  只演出2016年帝國劇場的場次
14. ↑  只演出2016年帝國劇場、中日劇場的場次。
15. ↑  只演出6・7月的場次。
16. ↑  只演出2022年福岡的場次。
17. ↑  只演出2022年東京的場次。
18. ↑  包含2場試映場。
19. ↑  不包括公演中止。

## 外部連結
- 寶塚歌劇團 （页面存档备份，存于）
- 2007年 梅田藝術劇場 維也納原版伊麗莎白公演 官方網站
- 2007年 新宿コマ劇場 維也納音樂會版エリザベート公演 官方網站
- 2012年梅田芸術劇場、東急THEATRE Orb　維也納版音樂劇 伊麗莎白20周年紀念音樂會～日本Special Version～官方網站 （页面存档备份，存于）
- 2008年〜2009年　東寶伊麗莎白公演 官方網站
- 東寶伊麗莎白 官方網站 （页面存档备份，存于）